# Phlegopsis nigromaculata
Phlegopsis nigromaculata là một loài chim trong họ Thamnophilidae.